# Cullman County
Cullman County je okres ve státě Alabama ve Spojených státech amerických. K roku 2010 zde žilo 80 406 obyvatel. Správním městem okresu je Cullman. Celková rozloha okresu činí 1 955 km².